# Седельников, Вячеслав Петрович
Вячеслав Петрович Седельников (19 апреля 1941 — 17 июля 2021) — специалист в области геоботаники и экологии, директор ЦСБС СО РАН (2000—2015), член-корреспондент РАН (2008).

## Биография
Родился 19 апреля 1941 года.
В 1969 году окончил биологический факультет Ленинградского государственного университета.
В 1978 году защитил кандидатскую диссертацию, тема: «Флора и растительность высокогорий Кузнецкого Алатау».
В 1987 году защитил докторскую диссертацию, тема: «Высокогорная растительность Алтае-Саянской горной области».
С 1989 года работал в Центральном сибирском ботаническом саде Сибирского отделения РАН: заместитель директора по научной работе (1989—2000), директор (2000—2015), научный руководитель ЦСБС СО РАН (с 2015).
В 2008 году избран членом-корреспондентом РАН.
Вячеслав Петрович Седельников умер 17 июля 2021 года в Новосибирске.

## Научная деятельность
Основатель научной школы экологов-геоботаников.
Впервые разработал принципы оценки антропогенной трансформации растительности и установил, что растительный покров является хорошим индикатором глобального изменения климата.
Является основателем приоритетного направления исследований — сохранения биоразнообразия на фитоценотическом уровне.
Вел изучение пространственно-структурной организации растительного покрова Сибири, и на их основе созданы картографические модели и эколого-фитоценотическая карта для юга Западной и Средней Сибири, разработаны принципы долгосрочного картографического мониторинга.
Член коллектива автора уникальной монографии «Зеленая книга Сибири».
Читает курсы лекций «Экология растений» и «Фитоценология» в Новосибирском государственном университете.
Научно-организационная деятельность
- заместитель главного редактора «Сибирского экологического журнала» СО РАН;
- член редколлегии журнала «Растительность России»;
- член Бюро Объединенного ученого совета по наукам о жизни СО РАН;
- заместитель председателя докторского диссертационного совета при ЦСБС СО РАН.

## Награды
- Медаль ордена «За заслуги перед Отечеством» II степени (2007)[7]